# Viola stolonifera
Viola stolonifera es una especie de violeta. Es un endemismo de la región  Mediterránea (Balear). Es un endemismo de Menorca, de valor taxonómico dudoso, muy cercano a Viola odorata.

## Descripción
Es una planta herbácea perennifolia, hemicriptófita, pubescente y estolonífera, las hojas son grandes, cordadas, blandas nada coriáceas, largamente pecioladas y dispuestas en roseta basal. Las flores son violáceas, a veces blancas. El fruto es pubescente.

## Distribución y hábitat
Se encuentra en Barcelona, Castellón, Gerona, Islas Baleares, Lérida, Tarragona y Valencia, y aparece en lugares húmedos de los barrancos del sur de Menorca.

## Taxonomía
Viola stolonifera fue descrita por J.J.Rodr. y publicado en Bull. Soc. Bot. France 25: 238, en el año 1878.